# Temna energija
Tèmna energíja je v fizikalni kozmologiji in astronomiji neznana oblika energije, ki prežema celoten prostor in povzroča pospešeno širjenje Vesolja. Je najširše sprejeta domneva za razlago opazovanj od devetdesetih let, ki nakazujejo, da se Vesolje širi pospešeno. Glede na podatke odprave vesoljskega observatorija Planck in standardni model kozmologije, po načelu ekvivalentnosti mase in energije, Vesolje sestavlja 26,8 % temne snovi, 68,3 % temne energije (skupaj 95,1 %) in 4,9 % običajne snovi. Nadalje po ekvivalentnosti mase in energije je gostota temne energije (6,91 · 10−27 kg/m3) zelo majhna: v našem Osončju bi bilo po oceni le 6 ton temne energije v polmeru Plutonove tirnice. Toda prevladuje nad maso in energijo Vesolja, ker je enovita skozi celotno Vesolje.
Predlagani obliki temne energije sta kozmološka konstanta, konstantna energija, ki Vesolje zapolnjuje homogeno, in skalarna polja, kot sta kvintesenca ali moduli, dinamični količini, katerih gostota energije se spreminja skozi čas in prostor. Doprinosi skalarnih polj, ki so konstantni v prostoru, so običajno vključeni v kozmološko konstanto. Ta je lahko predstavljena kot ekvivalentna energiji vakuuma. Skalarna polja, ki se spreminjajo v prostoru, je morda težko ločiti od kozmološke konstante, ker so spremembe polj zelo počasne.
Meritve z visoko točnostjo širjenja Vesolja bodo pojasnile spremembe širjenja čez čas in prostor. V splošni teoriji relativnosti je razvoj širjenja parametriziran kot kozmološka enačba stanja (odnos med temperaturo, tlakom ter skupno snovjo, energijo in gostoto energije vakuuma za določen del Vesolja). Trenutno potekajo meritve kozmološke enačbe stanja tudi za temno energijo. Dodajanje kozmološke konstante standardnemu modelu metrike FLRW vodi v model Lambda-CDM, ki je označen kot »standardi model kozmologije«, kjer se močno ujema z opazovanji. Temna energija je ključna sestavina tudi v poskusu formulacije cikličnega modela Vesolja.